# Гіларца
Гіларца, Ґіларца (італ. Ghilarza, сард. Bilartzi) — муніципалітет в Італії, у регіоні Сардинія,  провінція Ористано.
Гіларца розташована на відстані близько 370 км на південний захід від Рима, 105 км на північ від Кальярі, 33 км на північний схід від Ористано.
Населення — 4501 особа (2014).
Щорічний фестиваль відбувається 19 січня. Покровитель — San Macario.

## Демографія
Населення за роками:

Станом на 1 січня 2023 року в муніципалітеті офіційно проживало 89 іноземців з 18 країн, серед них 23 громадяни країн Євросоюзу та 1 громадянин України.

## Сусідні муніципалітети
- Аббазанта
- Аїдомаджоре
- Ардаулі
- Бідоні
- Боронедду
- Бузакі
- Фордонджанус
- Норбелло
- Паулілатіно
- Седіло
- Содді
- Сорраділе
- Тадазуні
- Ула-Тірсо